# Муганский округ
Муганский округ (азерб. Muğan mahalı) — единица административного деления Азербайджанской ССР, существовавшая с апреля 1929 по июль 1930 года. Административный центр — город Сальяны.
Образован постановлением VI всеазербайджанского съезда Советов от 8 апреля 1929 года на территории упразднённого Сальянского уезда.
Муганский округ первоначально граничил с Бакинским, Карабахским, Ленкоранским и Ширванским округами, а также с Персией.
По постановлениям ЦИК и СНК СССР от 23 июля 1930 года и ЦИК и СНК Азербайджанской ССР от 8 августа 1930 года, Муганский округ, как и большинство остальных округов СССР, был упразднён, а входящие в его состав районы переданы в прямое подчинение Азербайджанской ССР.